# Liste der Naturdenkmale in Kusterdingen
| Naturdenkmale | Anzahl |
| ------------- | ------ |
| FND           | 0      |
| END           | 3      |
| Gesamt        | 3      |

Die Liste der Naturdenkmale in Kusterdingen nennt die verordneten Naturdenkmale (ND) der im baden-württembergischen Landkreis Tübingen liegenden Gemeinde Kusterdingen. In Kusterdingen gibt es insgesamt 3 als Naturdenkmal geschützte Objekte, kein flächenhaftes Naturdenkmal (FND), alle sind Einzelgebilde-Naturdenkmale (END).
Stand: 1. November 2016.

## Einzelgebilde (END)
| Name                                      | Bild | Kennung     | Einzelheiten | Position | Fläche Hektar | Datum        |
| ----------------------------------------- | ---- | ----------- | ------------ | -------- | ------------- | ------------ |
| Quelle u. Kreisfläche mit 10 m Halbmesser |      | 84160230140 | Kusterdingen | ⊙        | 0,0           | 5. Mai 1939  |
| 1 Linde „Bei der Linde“                   |      | 84160230150 | Kusterdingen | ⊙        | 0,0           | 4. Nov. 1992 |
| 1 Linde „Linde am Friedhof“               |      | 84160230160 | Kusterdingen | ⊙        | 0,0           | 4. Nov. 1992 |
| Legende für Naturdenkmal                  |      |             |              |          |               |              |